# Entedon columbianus
Entedon columbianus är en stekelart som beskrevs av William Harris Ashmead 1888. Entedon columbianus ingår i släktet Entedon och familjen finglanssteklar. Inga underarter finns listade i Catalogue of Life.